# Wilhelm Heinse
Johann Jakob Wilhelm Heinse (egentlig Heintze, født 15. februar 1746 i Langewiesen i Thüringen, død 22. juni 1803 i Aschaffenburg) var en tysk forfatter.
Heinse flygtede i sit 14. år fra skolen, fordi skoletugten forekom ham for streng, forberedte sig privat til universitetet og studerede jura i Jena under store savn. I Erfurt blev han bekendt med Wieland, som erkendte hans talentfuldhed og interesserede sig for ham; derimod var bekendtskabet til en kaptajn Liebenstein til ubodelig skade for ham, idet denne tog ham med på rejser og øvede en fordærvelig indflydelse på den lidenskabelige og sanselig anlagte unge mand. Efter at være sluppen ud af denne forbindelse vendte Heinse tilbage til hjemmet (1772) og fik på Gleims anbefaling en huslærerplads i Quedlinburg, men opgav den igen, hvorpå han levede under det antagne navn Rost hos Gleim i Halberstadt, indtil Johann Georg Jacobi kaldte ham til Düsseldorf (1774) for at hjælpe sig med udgivelsen af tidsskriftet "Iris". Kendskabet til denne bys kunstskatte vakte Heinse til bevidsthed om sit egentlige kald: kunststudiet, og med understøttelse af Jacobi og Gleim gjorde han en 3 års rejse til Italien.
Efter sin hjemkomst (1783) skrev han sit hovedværk Ardinghello, oder die glückseligen Inseln (2 bind 1787, 4. oplag 1838), hvori han hævder sine anskuelser om billedkunst og maleri. I 1786 blev han forelæser hos kurfyrsten af Mainz, og med undtagelse af et ophold i Düsseldorf 1792—93 levede han her i behagelige forhold til 1795, da han flyttede til Aschaffenburg, hvor han boede til sin død, det sidste år (under Dalberg) som bibliotekar. Allerede 1773 havde han udgivet to oversættelser af udenlandske obskøne værker samt Laidion, oder die Eleusinischen Geheimnisse (1774); efter Ardinghello fulgte så Hildegard von Hohenthal (2 bind 1795—96, ny udgave 3 bind 1838), hvori han udtaler sig om antikkens kunstværker; Anastasia, oder das Schachspiel (2 bind 1803, 3. oplag 1831). Heinses romaner har deres værd mere ved fine kunstbetragtninger end ved karaktertegning og handling. Sämtliche Schriften udgavs af Heinrich Laube (10 bind 1838; nyeste udgave 5 bind 1857).